# Friedrich Giesel
Friedrich Oskar Giesel, född 20 maj 1852 i Winzig, Schlesien, död 14 november 1927 i Braunschweig, var en tysk kemist.
Giesel blev 1876 filosofie doktor i Heidelberg och 1878 direktör för kininfabriken i Braunschweig. Från tiden kring sekelskiftet 1900 lämnade han viktiga bidrag till de radioaktiva ämnenas kemi, till största delen publicerade i "Berichte der deutschen chemischen Gesellschaft". Särskilt kan nämnas hans upptäckt (1902) och undersökningar över det lantanlika elementet emanium, som visade sig vara identiskt med det av fransmannen André-Louis Debierne 1899 upptäckta grundämnet aktinium.